# Estación de Trànsits
Trànsits es una estación de la línea 4 de Metrovalencia. Fue inaugurada el 21 de mayo de 1994. Se encuentra en la calle del Mondúver, frente al número 39.